# Фільмотехнік
Фільмотехнік — українська компанія, що займається розробкою, виробництвом та прокатом операторської техніки для кіно й телебачення. Була створена 1990 року у Києві на базі кіностудії ім. О. Довженка. Розробки компанії у 2006 році були відзначені інженерно-технічними призами (Scientific and Technical Academy Awards) американської кіноакадемії Оскар.
Компанія набула значного досвіду роботи на міжнародному ринку. За допомогою її апаратури знято такі знамениті голівудські картини, як «Титанік» та «Казанова», китайський фільм «Герой», багато російських та українських фільмів. Крім того, знято такі стрічки, як: «Пограбування по-італійськи», «Дванадцять друзів Оушена», «Король Артур», «Царство небесне», «Бін», «Трансформери», «Залізна людина 2», та багато інших дуже успішних у прокаті фільмів.

## Історія
Засновник і власник фірми Анатолій Якимович Кокуш. Він же є одним з авторів більшості розробок. Анатолій Кокуш працював з 1974 року конструктором на кіностудії ім. О. Довженка. На початку 1980-х років винайшов і сконструював операторські крани серії «Каскад». Першим фільмом, знятим за допомогою них, став «Якщо ворог не здається...».
Ще під час перебудови Анатолій Кокуш створив кооператив на базі виробничо-експериментальної лабораторії, начальником якої був, при кіностудії ім. Довженка. Оскільки Держкіно залишилось без фінансування, то кооператив мав забезпечити грошима колектив лабораторії з 20 осіб.
Компанію Фільмотехнік засновано 1990 року. Того ж року компанія створила першу стабілізовану головку, над якою працювала кілька років. Першою стрічкою, знятою за її допомогою, став документальний фільм «Ленінград як на долоні».
1991 року вперше взяли участь у виставці в Нью-Йорку. На ній показали кран «Авторобот», який використовує стабілізовану головку. На американському ринку в нього не було аналогів. Американці назвали його «U-CRANE.

## Вручення науково-технічних «оскарів»
18 лютого 2006 року американська Кіноакадемія відзначила досягнення компанії, вручивши «Оскар» за науково-технічні досягнення у двох із шести наявних того року номінацій.
Перший із цих призів «за ідею і розробку гіростабілізованого операторського крана „Авторобот“ (американська назва — U-CRANE) зі стабілізованою панорамною головкою „Флайт хед“/Flight Head» отримали Анатолій Кокуш, Юрій Поповський, начальник виробництва «Фільмотехніка», а також оператор Олексій Золотарьов, який представляє інтереси фірми «Фільмотехнік» у Канаді. Приз вручили з таким формулюванням:
|  | "Російська рука" і "Флайт хед" відкрили нові можливості для кіновиробників. Їх можна змонтувати на даху практично будь-якого автомобіля. Керовані за допомогою дистанційного управління, кран і камера можуть плавно обертатися на 360 градусів навколо автомобіля, навіть якщо він рухається на величезній швидкості. Завдяки цьому вдається створювати неймовірні ракурси. Оригінальний текст (англ.) The Russian Arm and Flight Head opened new possibilities for filmmakers. With the ability to be mounted on the roof of almost any car, this remotely-operated crane and camera head can move smoothly in a 360˚ circle around the car, even while it is being driven at high speeds by actors, creating heretofore impossible perspectives. |

Другий приз «за ідею і створення операторських кранів серії „Каскад“» отримав Анатолій Кокуш з формулюванням:
|  | Надлегка конструкція цих кранів, виліт стріли на відстань до 21 метрів дають можливість розміщувати камеру в найбільш недоступних місцях. Оригінальний текст (англ.) The lightweight structure of the Cascade and Traveling Cascade Cranes enables the filmmaker to achieve heights of up to 70 feet, allowing for the placement of the camera in otherwise impossible locations. |

Крім відзначених пристроїв діапазон діяльності фірми — секційні і телескопічні операторські крани від 2 до 21 метрів, керовані дистанційно автомобільні крани, стабілізовані панорамні голівки, стабілізовані установки для зйомки з транспортних засобів, що рухаються (машина, катер, платформа поїзда), системи стабілізації зображення для зйомок з вертольота, роботизовані візки, підвісні керовані дистанційно операторські доріжки, маніпулятори, мала операторська техніка (візка, рейки, штурвальні головки), системи імітації невагомості і багато чого іншого.
На сьогоднішній день компанія володіє великим науково-технічним потенціалом. Інфраструктура розробок і виробництва об'єднує понад 30 підприємств авіаційно-космічної і приладобудівної промисловості.

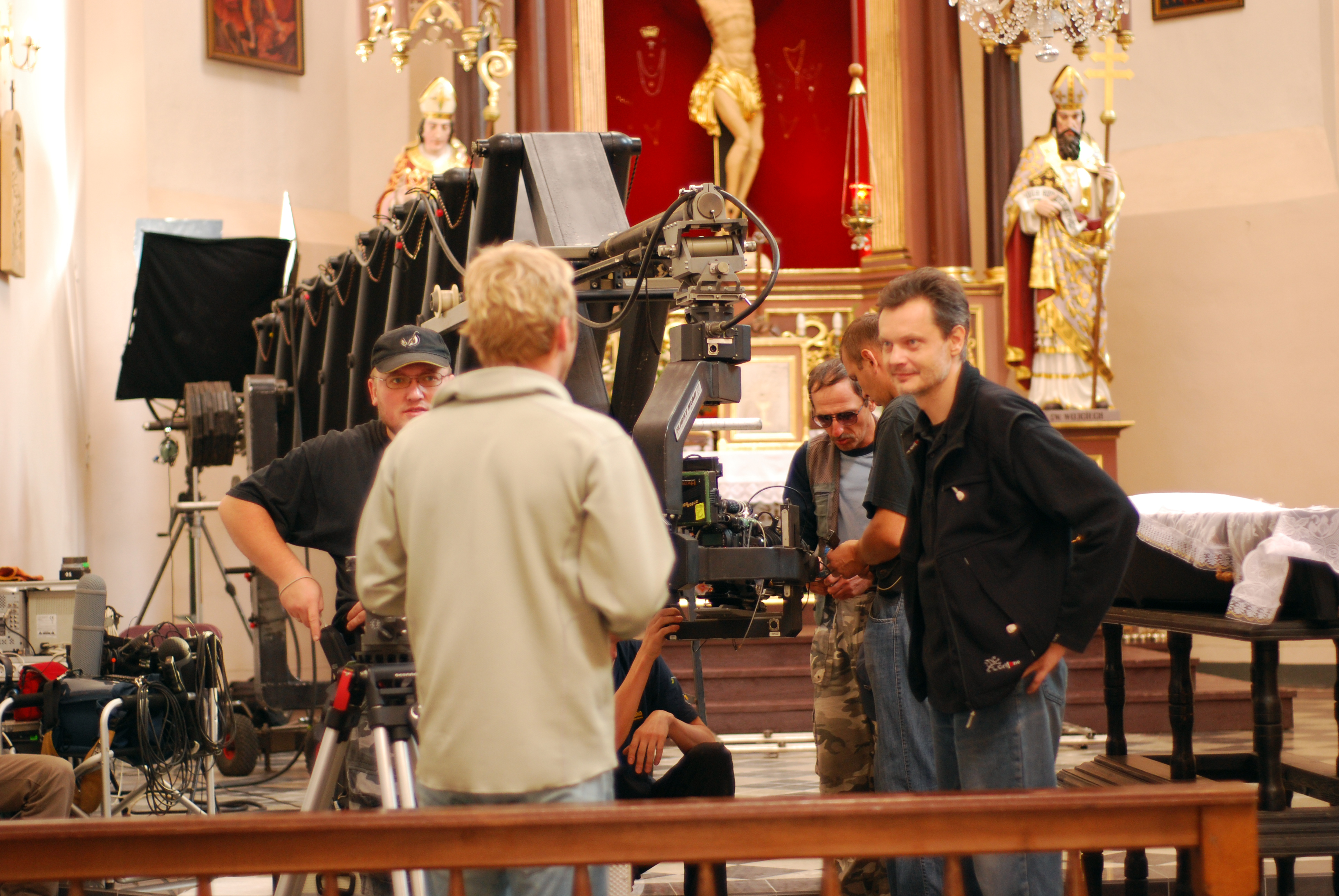
Кран Гармошка на знімальному майданчику фільму Delirium, Городок. 2008

На обладнанні компанії знято багато відомих фільмів: «Форсаж», «Титанік», «Війна світів», «9-та рота», «Бетмен» К. Нолана, «Схід — Захід» Р. Варньє, «Код да Вінчі», «Місія нездійсненна — 3», «Люди Х», «Містер і місіс Смітт», «Царство небесне», «Бригада», «Нічний» і «Денний дозор», також українські фільми: Las Meninas та Delirium. Зараз роботи компанії працюють на знімальному майданчику «Гаррі Поттера та ордену Фенікса». Щоб потрапити до цих проектів, Фільмотехніку доводиться вигравати тендери серед найпотужніших фірм світу, які спеціалізуються на апаратурі для кіновиробництва. Обладнання фірми працює в одинадцяти країнах світу: Україні, США, Канаді, Великій Британії, Франції, Італії, Нідерландах, Росії та ін.